# 토요타 코로나 EXiV
토요타 코로나 EXiV(Toyota Corona EXiV)는 토요타에서 생산한 승용차이다. 차명인 코로나 EXiV는 개기일식 때 보이는 태양의 광구가 달에 가려져 그 둘레에 흰색 빛을 띄는 부분을 의미하는 코로나와 Extra Impressive에서 따온 EXiV를 합친 것이다. 일본어에서 V 소리를 어떻게 표기하느냐에 따라 다르겠지만, 토요타 자동차에서는 공식적으로 엑시브를 エクシブ가 아닌 エクシヴ로 표기한다.

## 1세대

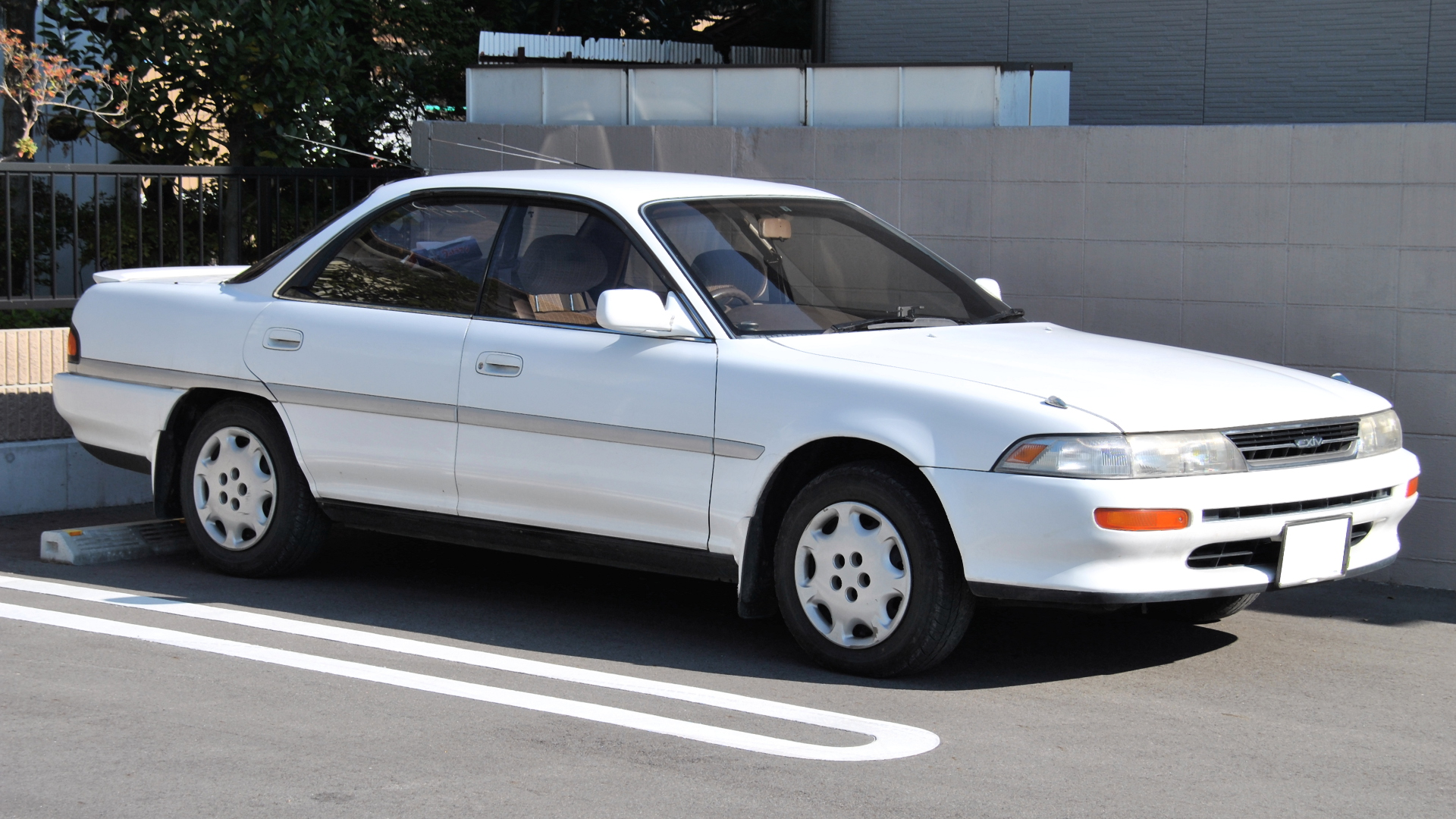
토요타 코로나 EXiV 정측면

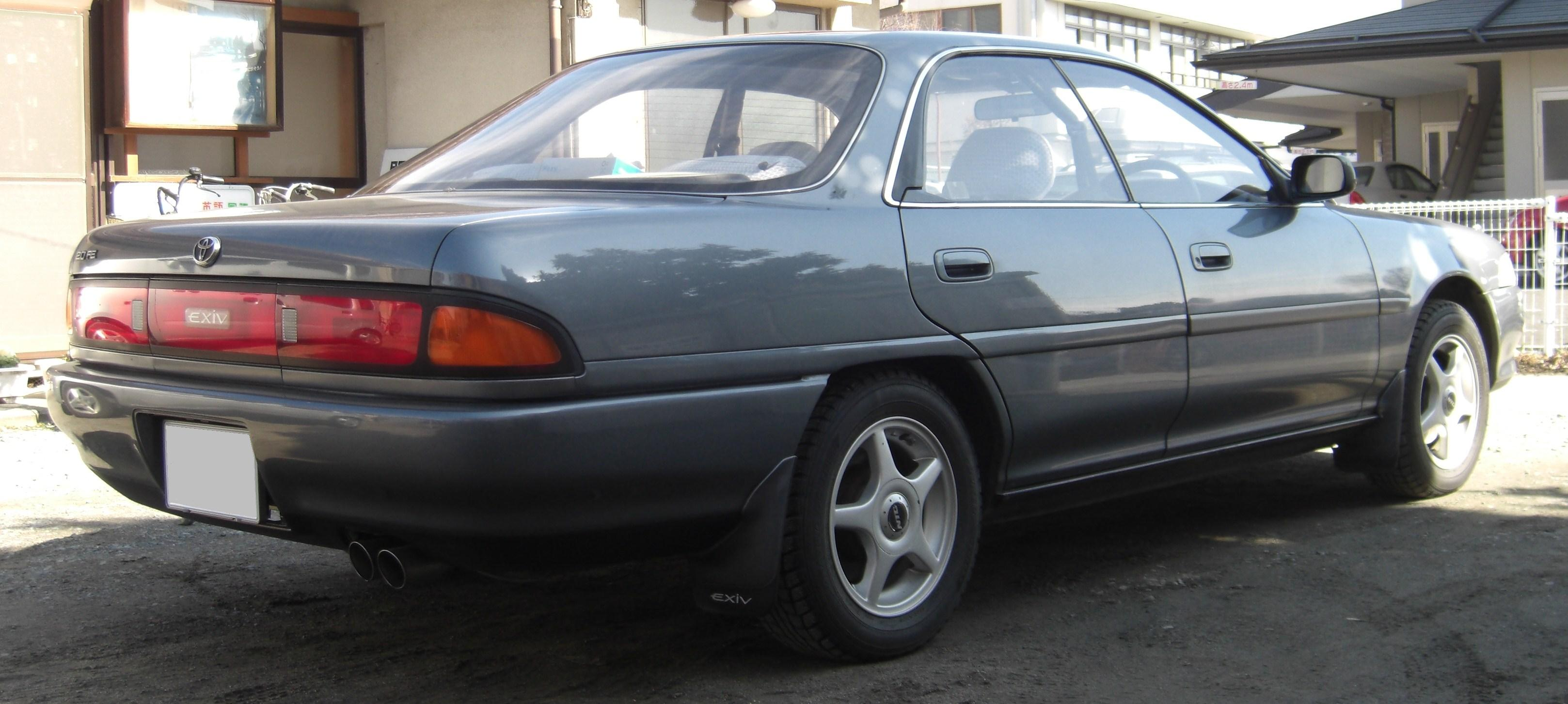
토요타 코로나 EXiV 후측면

1985년 8월에 출시된 4세대 셀리카를 베이스로 한 코로나 쿠페가 있었으나, 큰 인기를 얻지는 못하였다. 대신에 형제 차종인 프레임리스 도어가 적용된 4도어 하드탑 세단인 카리나 ED가 큰 인기를 얻어 풀 모델 체인지를 거침과 동시에 형제 차종으로서 코로나 EXiV가 출시되어 토요펫트 딜러에서 판매되었고, 코로나 쿠페는 단종되어서 사라졌다. 낮은 전고로 인하여 실내 공간에서의 거주성은 낮은 편이나, 유려한 디자인은 젊은층에게 받아들여져 기존의 중장년층의 기호에 맞춘 토요타 코로나와 구분되었다.

## 2세대

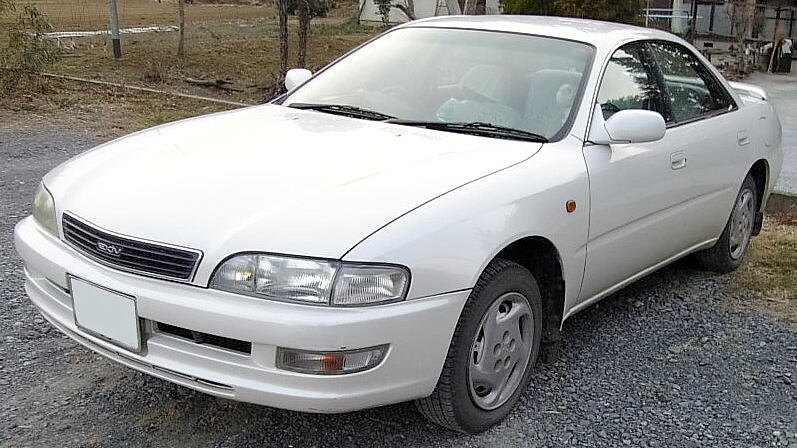
토요타 코로나 EXiV 정측면

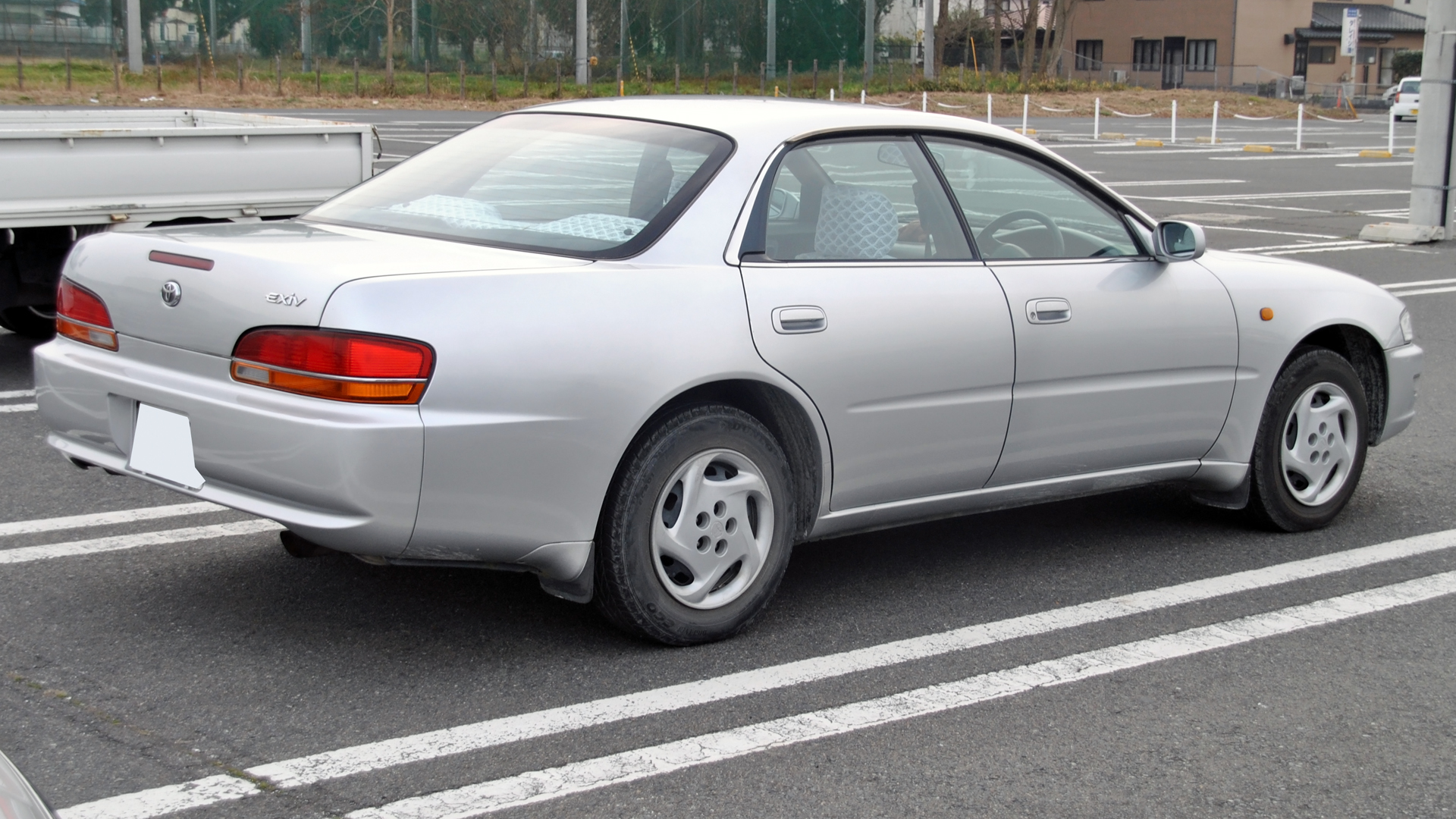
토요타 코로나 EXiV 후측면

전폭이 1,700mm를 넘어 3 넘버 차종으로 분류되었다. 여전히 프레임리스 도어를 갖추었으나, 안전상의 이유로 1세대에 없던 B 필러가 생겼다. 1994년 5월에는 풀 타임 4륜구동이 추가되었다. 전 일본 투어링 카 선수권(JTCC)에 참전하여 스포티함을 어필하였으나, 고급 승용차와 미니밴 등이 인기를 얻은 상황에 코로나 EXiV와 같은 토요펫트 딜러에서 판매되는 마크 Ⅱ와의 판매 간섭으로 인하여 인기는 시들해졌다. 여기에 낮은 전고로 인한 실내 공간의 거주성 악화까지 겹쳐 판매량은 하락세를 걸었고, 결국 1998년 4월에 코로나 프레미오에 통합되는 형태로 단종되었다.